# Serie A 1976-1977 (pallavolo maschile)
La Serie A maschile FIPAV 1976-77 fu la 32ª edizione del principale torneo pallavolistico italiano organizzato dalla FIPAV.
Al torneo presero parte ventiquattro squadre, divise in quattro gruppi da sei e poi inserite nei gironi Scudetto e Trofeo Federale. Il titolo andò alla Federlazio Roma, ex-Ariccia Volley Club.

## Prima fase

### Girone A

#### Classifica
| Pos. | Squadra             | Pt | G  | V | P  | SV | SP |
| ---- | ------------------- | -- | -- | - | -- | -- | -- |
| 1.   | Panini Modena       | 18 | 10 | 9 | 1  | 28 | 6  |
| 2.   | Edilcuoghi Sassuolo | 14 | 10 | 7 | 3  | 24 | 13 |
| 3.   | Edilmar Cesenatico  | 14 | 10 | 7 | 3  | 23 | 13 |
| 4.   | Gonzaga Milano      | 10 | 10 | 5 | 5  | 18 | 18 |
| 5.   | SPEM Faenza         | 4  | 10 | 2 | 8  | 9  | 25 |
| 6.   | Virtus Aversa       | 0  | 10 | 0 | 10 | 3  | 30 |

| Ammesse alla Poule Scudetto | Ammesse al Trofeo Federale |

#### Risultati

##### Tabellone
|            | Aversa | Cesenatico | Faenza | Milano | Modena | Sassuolo |
| ---------- | ------ | ---------- | ------ | ------ | ------ | -------- |
| Aversa     | XXX    | 1-3        | 0-3    | 1-3    | 0-3    | 0-3      |
| Cesenatico | 3-0    | XXX        | 3-0    | 3-0    | 3-1    | 2-3      |
| Faenza     | 3-1    | 1-3        | XXX    | 2-3    | 0-3    | 0-3      |
| Milano     | 3-0    | 3-0        | 3-0    | XXX    | 2-3    | 2-3      |
| Modena     | 3-0    | 3-0        | 3-0    | 3-1    | XXX    | 3-0      |
| Sassuolo   | 3-0    | 1-3        | 3-0    | 3-0    | 2-3    | XXX      |

### Girone B

#### Classifica
| Pos. | Squadra          | Pt | G  | V  | P | SV | SP |
| ---- | ---------------- | -- | -- | -- | - | -- | -- |
| 1.   | Giaiotti Ravenna | 20 | 10 | 10 | 0 | 30 | 8  |
| 2.   | Klippan Torino   | 16 | 10 | 8  | 2 | 28 | 9  |
| 3.   | CUS Pisa         | 10 | 10 | 5  | 5 | 15 | 18 |
| 4.   | CUS Siena        | 8  | 10 | 4  | 6 | 16 | 21 |
| 5.   | CUS Catania      | 4  | 10 | 2  | 8 | 11 | 25 |
| 6.   | CUS Firenze      | 2  | 10 | 1  | 9 | 5  | 29 |

| Ammesse alla Poule Scudetto | Ammesse al Trofeo Federale |

#### Risultati

##### Tabellone
|             | Catania CUS | Firenze CUS | Pisa | Ravenna | Siena | Torino |
| ----------- | ----------- | ----------- | ---- | ------- | ----- | ------ |
| Catania CUS | XXX         | 3-1         | 1-3  | 1-3     | 0-3   | 1-3    |
| Firenze     | 1-3         | XXX         | 0-3  | 0-3     | 3-2   | 0-3    |
| Pisa        | 3-0         | 3-0         | XXX  | 0-3     | 3-0   | 1-3    |
| Ravenna     | 3-1         | 3-0         | 3-0  | XXX     | 3-0   | 3-2    |
| Siena       | 3-1         | 3-1         | 3-1  | 2-3     | XXX   | 0-3    |
| Torino      | 3-0         | 3-0         | 3-1  | 2-3     | 3-0   | XXX    |

### Girone C

#### Classifica
| Pos. | Squadra              | Pt | G  | V  | P | SV | SP |
| ---- | -------------------- | -- | -- | -- | - | -- | -- |
| 1.   | Federlazio Roma      | 20 | 10 | 10 | 0 | 30 | 5  |
| 2.   | Dermatrophine Padova | 16 | 10 | 8  | 2 | 27 | 8  |
| 3.   | Novalinea Trieste    | 12 | 10 | 6  | 4 | 21 | 12 |
| 4.   | Palermo              | 6  | 10 | 3  | 7 | 11 | 25 |
| 5.   | Ruini Firenze        | 4  | 10 | 2  | 8 | 10 | 28 |
| 6.   | Gargano Genova       | 2  | 10 | 1  | 9 | 8  | 29 |

| Ammesse alla Poule Scudetto | Ammesse al Trofeo Federale |

#### Risultati

##### Tabellone
|                 | Firenze Ruini | Genova | Padova Petrarca | Palermo | Roma | Trieste |
| --------------- | ------------- | ------ | --------------- | ------- | ---- | ------- |
| Firenze Ruini   | XXX           | 3-2    | 0-3             | 3-2     | 0-3  | 0-3     |
| Genova          | 3-2           | XXX    | 0-3             | 1-3     | 1-3  | 0-3     |
| Padova Petrarca | 3-0           | 3-0    | XXX             | 3-0     | 1-3  | 3-0     |
| Palermo         | 3-2           | 3-1    | 0-3             | XXX     | 0-3  | 0-3     |
| Roma            | 3-0           | 3-0    | 3-2             | 3-0     | XXX  | 3-0     |
| Trieste         | 3-0           | 3-0    | 2-3             | 3-0     | 1-3  | XXX     |

### Girone D

#### Classifica
| Pos. | Squadra           | Pt | G  | V | P | SV | SP |
| ---- | ----------------- | -- | -- | - | - | -- | -- |
| 1.   | Paoletti Catania  | 18 | 10 | 9 | 1 | 29 | 4  |
| 2.   | Ipe Parma         | 16 | 10 | 8 | 2 | 24 | 9  |
| 3.   | Lubiam Ancona     | 8  | 10 | 4 | 6 | 14 | 19 |
| 4.   | Grassi Massa      | 8  | 10 | 4 | 6 | 14 | 23 |
| 5.   | Dinamis Falconara | 6  | 10 | 3 | 7 | 13 | 24 |
| 6.   | Cedas Padova      | 4  | 10 | 2 | 8 | 10 | 26 |

| Ammesse alla Poule Scudetto | Ammesse al Trofeo Federale |

#### Risultati

##### Tabellone
|                  | Ancona | Catania | Falconara | Massa | Padova Pallavolo | Parma |
| ---------------- | ------ | ------- | --------- | ----- | ---------------- | ----- |
| Ancona           | XXX    | 0-3     | 2-3       | 3-0   | 3-1              | 0-3   |
| Catania          | 3-0    | XXX     | 3-0       | 3-0   | 3-0              | 3-0   |
| Falconara        | 0-3    | 0-3     | XXX       | 2-3   | 3-0              | 0-3   |
| Massa            | 0-3    | 1-3     | 3-2       | XXX   | 3-1              | 0-3   |
| Padova Pallavolo | 3-0    | 0-3     | 1-3       | 3-2   | XXX              | 1-3   |
| Parma            | 3-0    | 3-2     | 3-0       | 0-3   | 3-0              | XXX   |

## Seconda fase

### Poule Scudetto

#### Classifica
| Pos. | Squadra              | Pt | G  | V  | P  | SV | SP |
| ---- | -------------------- | -- | -- | -- | -- | -- | -- |
| 1.   | Federlazio Roma      | 24 | 14 | 12 | 2  | 39 | 19 |
| 2.   | Paoletti Catania     | 22 | 14 | 11 | 3  | 37 | 17 |
| 3.   | Panini Modena        | 20 | 14 | 10 | 4  | 36 | 18 |
| 4.   | Klippan Torino       | 14 | 14 | 7  | 7  | 30 | 30 |
| 5.   | Dermatrophine Padova | 10 | 14 | 5  | 9  | 25 | 35 |
| 6.   | Giaiotti Ravenna     | 10 | 14 | 5  | 9  | 24 | 35 |
| 7.   | Edilcuoghi Sassuolo  | 8  | 14 | 4  | 10 | 23 | 37 |
| 8.   | Ipe Parma            | 4  | 14 | 2  | 12 | 14 | 39 |

| Campione d'Italia |

#### Risultati

##### Tabellone
|                 | Catania | Modena | Padova Petrarca | Parma | Ravenna | Roma | Sassuolo | Torino |
| --------------- | ------- | ------ | --------------- | ----- | ------- | ---- | -------- | ------ |
| Catania         | XXX     | 3-1    | 3-1             | 3-0   | 3-0     | 3-1  | 3-1      | 3-0    |
| Modena          | 3-1     | XXX    | 3-0             | 3-0   | 3-0     | 3-2  | 3-0      | 3-0    |
| Padova Petrarca | 3-2     | 0-3    | XXX             | 3-0   | 3-2     | 1-3  | 2-3      | 2-3    |
| Parma           | 0-3     | 0-3    | 2-3             | XXX   | 2-3     | 0-3  | 3-2      | 0-3    |
| Ravenna         | 1-3     | 3-1    | 2-3             | 3-2   | XXX     | 2-3  | 2-3      | 2-3    |
| Roma            | 3-1     | 3-2    | 3-2             | 3-0   | 3-0     | XXX  | 3-2      | 3-2    |
| Sassuolo        | 2-3     | 0-3    | 3-0             | 1-3   | 3-2     | 1-3  | XXX      | 3-2    |
| Torino          | 1-3     | 3-2    | 3-2             | 3-2   | 3-0     | 0-3  | 3-1      | XXX    |

## Fonti
- Filippo Grassia e Claudio Palmigiano (a cura di). Almanacco illustrato del volley 1987. Modena, Panini, 1986.
- LegaVolley.it.